# Stružec Posavski
Stružec Posavski – wieś w Chorwacji, w żupanii zagrzebskiej, w gminie Orle. W 2011 roku liczyła 75 mieszkańców.